# Huilliécourt
Huilliécourt é uma comuna francesa na região administrativa de Grande Leste, no departamento de Haute-Marne. Estende-se por uma área de 8,87 km². Em 2010 a comuna tinha 119 habitantes (densidade: 13,4 hab./km²).